# Grundtjärnen (Edefors socken, Norrbotten)
Grundtjärnen är en sjö i Bodens kommun i Norrbotten och ingår i Luleälvens huvudavrinningsområde.